# Guaraní chiripá
El chiripá, también denominado ava guaraní, tsiripá, txiripá, nhandeva, ñandeva, avakatueté o apytare o apapocuva, es un dialecto del idioma guaraní hablado en Paraguay, Brasil y Argentina. Está estrechamente relacionado con el guaraní paraguayo.
Posee 4.900 hablantes en Brasil y en 7.000 en Paraguay, En Argentina es hablado por algunas personas en la provincia de Misiones y por inmigrantes paraguayos. Posee algunas variantes como el Apapocuva. Muchos de sus hablantes son bilingües y utilizan el idioma español y la mayoría son paraguayos.